# D'io
D'io è il sesto album in studio del rapper e cantautore italiano Dargen D'Amico, pubblicato il 3 febbraio 2015 dalla Universal Music Group.
In un'intervista rilasciata nel 2017, l'autore ha stilato una classifica dei suoi stessi dischi, collocandolo al secondo posto.

## Promozione
Originariamente previsto per gennaio 2015, l'album è stato anticipato dalla pubblicazione di due singoli: Amo Milano e La mia generazione, usciti rispettivamente il 12 dicembre 2014 e il 23 gennaio 2015. È stato registrato e mixato al Noize Studio di Milano. Riguardo alla realizzazione del disco, D'Amico ha selezionato alcuni brani registrati in passato con il tentativo di «liberare quelle cose da tutto quello che c'era di superfluo, entrando in una dimensione diversa, ricercando l'essenziale».
Promosso anche dal singolo Modigliani, entrato in rotazione radiofonica a partire dall'8 maggio 2015, D'io è stato commercializzato in edizione standard e in un cofanetto deluxe limitata denominata Edizione enciclopedica e contenente tutta la discografia dell'artista con l'aggiunta della versione 45 giri di Amo Milano e di due album contenenti inediti e remix, intitolati Dargen & d'amici e L'ottavia.

## Tracce

### Edizione standard
Testi e musiche di Jacopo Matteo Luca D'Amico, eccetto dove indicato.
1. La mia generazione – 3:39 (musica: Jacopo Matteo Luca D'Amico e Marco Zangirolami)
2. Amo Milano – 4:02 (musica: Uche Ebele, Obie Ebele e Marco Zangirolami)
3. La lobby dei semafori – 4:09 (musica: Jacopo Matteo Luca D'Amico e Alessio Buso)
4. Las Vegas Honey Moon – 3:32 (musica: Jacopo Matteo Luca D'Amico e Lorenzo Buso)
5. Crassi – 4:35 (musica: Jacopo Matteo Luca D'Amico, Matty Trump e Andrea Alexander)
6. Amico immaginario – 3:09 (musica: Jacopo Matteo Luca D'Amico e Diego Montinaro)
7. La mia donna dice – 3:30
8. Io, quello che credo – 3:30
9. Parenti – 4:12
10. Lunedì chiuso – 2:27
11. L'universo non muore mai – 4:17
12. Modigliani – 3:41 (musica: Jacopo Matteo Luca D'Amico e Marco Zangirolami)
13. Essere non è da me – 4:03 (musica: Jacopo Matteo Luca D'Amico e Marco Zangirolami)

### Edizione enciclopedica
Musica senza musicisti
Testi e musiche di Jacopo Matteo Luca D'Amico, eccetto dove indicato.
1. Pater Noster introduttivo – 1:45
2. Signora del lago o musica senza musicisti – 5:13
3. Home Made Cavei (con DJ Phra) – 1:38 (Francesco Barbaglia e Jacopo Matteo Luca D'Amico)
4. Ricollocamento di un operaio – 1:48
5. Corallo e vespe (feat. 2Fingerz) – 3:24 (Daniele Lazzarin e Jacopo Matteo Luca D'Amico)
6. Zafferano vulcano siciliano (con DJ Phra) – 4:08 (Francesco Barbaglia e Jacopo Matteo Luca D'Amico)
7. Non la 1 ma la 2 (con 2Fingerz) – 2:46 (Daniele Lazzarin e Jacopo Matteo Luca D'Amico)
8. Lo amore per tutti – 4:53
9. Salv Army III – 1:28
10. Sqdr G7 - Prima fila Mississippi Remix – 8:44 (Francesco Gaudesi, Stefano Fonda e Jacopo Matteo Luca D'Amico)
11. Bobby's Back to Houston – 5:06
12. Salendo sempre più (Dentro te) – 4:04
13. Variazioni sul tema Via Lessona – 2:15
14. Domenica Messina – 3:09
15. La prima risposta (feat. Emiliano Pepe) – 3:59 (Stefano Fonda e Jacopo Matteo Luca D'Amico)
16. La fedina penale – 1:17
17. Quando la linea della vita risulta occupata – 2:41
18. Lunedì mestieri (feat. Emiliano Pepe) – 3:12
19. Zucchero luminoso – 3:06
20. Tempo critico rilettura 2006 – 1:56
21. Ciccio (Fammi una canna) (con Frankie Gaudesi) – 4:27 (Francesco Gaudesi)
22. Commo una troia – 3:29
23. The Sleepy Molotov (Analità universale) – 3:00

Di vizi di forma virtù
- CD 1

Testi di Jacopo Matteo Luca D'Amico, eccetto dove indicato.
1. SMS alla Madonna – 3:18 (musica: Jacopo Matteo Luca D'Amico, Francesco Gaudesi e Marco Zangirolami)
2. Low Cash – 4:06 (musica: Francesco Barbaglia e Andrea Fratangelo)
3. Tra la noia e il valzer – 3:10 (musica: Francesco Gaudesi)
4. Al meccano – 3:29 (musica: Francesco Gaudesi)
5. Ex contadino (feat. Two Fingerz) – 5:23 (testo: Jacopo Matteo Luca D'Amico, Riccardo Garifo e Daniele Lazzarin – musica: Jacopo Matteo Luca D'Amico, Riccardo Garifo e Daniele Lazzarin)
6. Passerà al bar (feat. Sewit) – 3:27 (musica: Jacopo Matteo Luca D'Amico, Steno Fonda, Riccardo Garifo e Daniele Lazzarin)
7. In alcune zone del mondo – 3:56 (musica: Jacopo Matteo Luca D'Amico, Francesco Gaudesi e Marco Zangirolami)
8. Arrivi stai scomodo e te ne vai – 3:16 (musica: Marco Boscarino e Marco Zangirolami)
9. Show Me Love (con Two Fingerz) – 4:04 (testo: Jacopo Matteo Luca D'Amico e Daniele Lazzarin – musica: Paolo Iannattone e Daniele Lazzarin)
10. Pubblicittà (con Sewit Villa) – 3:54 (musica: Jacopo Matteo Luca D'Amico e Paolo Iannattone)
11. Alì il thailandese – 3:07 (musica: Jacopo Matteo Luca D'Amico, Francesco Barbaglia e Andrea Fratangelo)
12. Qualche rima – 2:52 (musica: Jacopo Matteo Luca D'Amico e Francesco Gaudesi)
13. Anche se dite no (feat. Two Fingerz) – 4:21 (testo: Jacopo Matteo Luca D'Amico e Daniele Lazzarin – musica: Riccardo Garifo e Daniele Lazzarin)
14. Tike Restoran – 3:53 (musica: Francesco Barbaglia)
15. La banana frullata – 3:19 (musica: Francesco Barbaglia e Andrea Fratangelo)

- CD 2

Testi e musiche di Jacopo Matteo Luca D'Amico, eccetto dove indicato.
1. Sul carro pt. 1 (con Emiliano Pepe) – 3:05
2. La ruota – 2:42
3. Ci ricamo sopra (con Daniele Vit) – 3:06
4. Limitato dal poeta – 3:57
5. Di vizi di forma virtù – 3:55 (musica: Jacopo Matteo Luca D'Amico e Paolo Iannattone)
6. Per Elsa – 2:07
7. Il rap per me – 4:52
8. C.S.A. gode – 3:06
9. Origami Love – 2:03
10. Come l'Italia e San Marino – 5:07
11. Mama m'ama – 1:31
12. Mar do alvo – 1:23
13. Moderata crisi (con Emiliano Pepe) – 3:05
14. Prima che (con Daniele Vit) – 3:48
15. E sacrifici – 4:05 (musica: Jacopo Matteo Luca D'Amico e Marco Zangirolami)
16. La divisione del lavoro – 3:11
17. Un grande pregio – 2:06
18. Il cielo dei ricchi – 4:22
19. I Love You but It Hurts – 6:33
20. Sul carro pt. 2 (feat. Emiliano Pepe) – 2:55 (musica: Jacopo Matteo Luca D'Amico ed Emiliano Pepe)

CD'
Testi di Jacopo Matteo Luca D'Amico, musiche di Jacopo Matteo Luca D'Amico e Marco Zangirolami, eccetto dove indicato.
1. Bere una cosa – 4:55
2. Nessuno parla più (feat. Fabri Fibra, Danti) – 4:46 (testo: Jacopo Matteo Luca D'Amico, Daniele Lazzarin e Fabrizio Tarducci – musica: Massimiliano Dagani, Fabrizio Tarducci e Marco Zangirolami)
3. Perché non sai mai (quel che ti capita) – 6:44
4. Malpensandoti – 5:30
5. Van Damme (Saddam) – 4:12 (musica: Yves Agbessa, Jacopo Matteo Luca D'Amico e Daniele Lazzarin)
6. Ma dove vai (Veronica) – 3:29
7. Odio Volare (feat. Daniele Vit) – 3:03
8. Anche se il mondo ha – 6:47
9. D'cuore (D'Amico D'amore) – 5:05
10. L'amore è quell'intertempo – 4:07
11. In loop (la forma di un cuore) (feat. Two Fingerz) – 3:30 (testo: Jacopo Matteo Luca D'Amico e Daniele Lazzarin – musica: Jacopo Matteo Luca D'Amico e Riccardo Garifo)
12. Mi piacciono le donne (feat. Crookers) – 3:17 (musica: Francesco Barbaglia, Jacopo Matteo Luca D'Amico e Andrea Fratangelo)
13. Briciole colorate – 5:52
14. Orga(ni)smo (uni)cellulare – 4:34
15. Brano senza titolo (feat. Two Fingerz, Ghemon) – 4:05 (testo: Jacopo Matteo Luca D'Amico, Daniele Lazzarin e Giovanni Luca Picariello – musica: Yves Agbessa, Jacopo Matteo Luca D'Amico, Riccardo Garifo e Daniele Lazzarin)
16. Un dio a parte (un poeta e un po' no) – 5:18 (musica: Yves Agbessa, Jacopo Matteo Luca D'Amico, Daniele Lazzarin e Marco Zangirolami)
17. Gocce di cielo – 2:06

Nostalgia istantanea
Testi di Jacopo Matteo Luca D'Amico.
1. Nostalgia istantanea – 18:11 (musica: Jacopo Matteo Luca D'Amico ed Emiliano Pepe)
2. Variazioni sul tema nostalgia istantanea – 20:42 (musica: Jacopo Matteo Luca D'Amico)

Vivere aiuta a non morire
Testi di Jacopo Matteo Luca D'Amico, eccetto dove indicato.
1. V V – 3:57 (musica: Jacopo Matteo Luca D'Amico)
2. Siamo tutti uguali (con Andrea Volontè) – 3:54 (testo: Jacopo Matteo Luca D'Amico e Andrea Volontè – musica: Jacopo Matteo Luca D'Amico, Andrea Fratangelo, Andrea Volontè e Marco Zangirolami)
3. Due come noi (con Max Pezzali) – 3:35 (testo: Jacopo Matteo Luca D'Amico e Massimo Pezzali – musica: Massimo Pezzali e Marco Zangirolami)
4. Un fan in Basilicata (Almeno) – 3:46 (musica: Jacopo Matteo Luca D'Amico, Valentino Martina e Giuseppe Delli Santi)
5. L'amore a modo mio (con J-Ax) – 3:46 (testo: Jacopo Matteo Luca D'Amico, Alessandro Aleotti e Bruno Pallesi – musica: Riccardo Garifo, Sabino Alberto Di Molfetta, Paolo Zavallone e Celso Valli)
6. Bocciofili (con Fedez e Mistico) – 4:02 (testo: Jacopo Matteo Luca D'Amico e Federico Leonardo Lucia – musica: Luigi Barone e Jacopo Cislaghi)
7. Lorenzo De' Medici – 3:32 (musica: Jacopo Matteo Luca D'Amico)
8. Il ginocchio (con J-Ax) – 3:10 (testo: Jacopo Matteo Luca D'Amico e Alessandro Aleotti – musica: Riccardo Garifo)
9. Il cubo (Fondamentalmente) (con Two Fingerz) – 3:02 (testo: Jacopo Matteo Luca D'Amico e Daniele Lazzarin – musica: Jacopo Matteo Luca D'Amico, Riccardo Garifo e Luigi Barone)
10. A meno di te (con Michelle Lily) – 3:04 (musica: Jacopo Matteo Luca D'Amico, Marco Zangirolami, Massimiliano Dagani e Alessio Stoppioni)
11. Sincero/Sincera (Seconda stesura) – 2:31 (musica: Luca D'Angelo e Matteo Soru)
12. Il corriere in controsenso (con Andrea Volontè) – 3:14 (musica: Stefano Breda, Mirko Bertuccioli ed Enrico Liverani)
13. L'Italia è una – 3:00 (musica: Jacopo Matteo Luca D'Amico e Marco Zangirolami)
14. Con te (con i Perturbazione) – 3:37 (testo: Jacopo Matteo Luca D'Amico e Tommaso Cerasuolo – musica: Cristiano Lo Mele, Rossano Lo Mele e Tommaso Cerasuolo)
15. Il presidente – 5:04 (musica: Marco Zangirolami)
16. Continua a correre (con Andrea Nardinocchi) – 3:13 (musica: Jacopo Matteo Luca D'Amico, Manfredi Tumminello e Marco Zangirolami)
17. È già (con Enrico Ruggeri) – 2:49 (testo: Jacopo Matteo Luca D'Amico ed Enrico Ruggeri – musica: Enrico Ruggeri e Marco Zangirolami)

Dargen & d'amici
1. Dargen D'Amico & Don Joe – Pirati - Inedito (Demo 2002)
2. The Night Skinny feat. Dargen D'Amico – E fa bene
3. Dumbblonde feat. Dargen D'Amico, Lucky Beard – La cassa spinge
4. Crookers feat. Fabri Fibra, Dargen D'Amico – Festa festa
5. Fabri Fibra feat. Marracash, Dargen D'Amico – Tranne te e te
6. Fedez feat. Dargen D'Amico – Ragazza sbagliata
7. Marracash feat. Dargen D'Amico, Rancore – L'albatro (Zangirola Remix)
8. Andrea Nardinocchi feat. Dargen D'Amico – Un posto con D'Amico
9. Fritz da Cat feat. Dargen D'Amico – (I commenti su) YouTube
10. Two Fingerz feat. Dargen D'Amico – Nessuno ascolta (Na nana nana)
11. Stylophonic feat. Dargen D'Amico, Malika Ayane – Quella giusta per te
12. Retrohandz feat. Dargen D'Amico – House Animal
13. Crookers feat. Dargen D'Amico – Nchlinez
14. Useless Wooden Toys feat. Dargen D'Amico – Pioverà benza
15. Odio volare (Shablo Remix) (Inedito)
16. Con te (Roofio Remix) (Inedito)
17. Come l'Italia e San Marino (Fritz da Cat Remix) (Inedito)

D'io
Testi e musiche di Jacopo Matteo Luca D'Amico, eccetto dove indicato.
1. La mia generazione – 3:39 (musica: Jacopo Matteo Luca D'Amico e Marco Zangirolami)
2. Amo Milano – 4:02 (musica: Uche Ebele, Obie Ebele e Marco Zangirolami)
3. La lobby dei semafori – 4:09 (musica: Jacopo Matteo Luca D'Amico e Alessio Buso)
4. Las Vegas Honey Moon – 3:32 (musica: Jacopo Matteo Luca D'Amico e Lorenzo Buso)
5. Crassi – 4:35 (musica: Jacopo Matteo Luca D'Amico, Matty Trump e Andrea Alexander)
6. Amico immaginario – 3:09 (musica: Jacopo Matteo Luca D'Amico e Diego Montinaro)
7. La mia donna dice – 3:30
8. Io, quello che credo – 3:30
9. Parenti – 4:12
10. Lunedì chiuso – 2:27
11. L'universo non muore mai – 4:17
12. Modigliani – 3:41 (musica: Jacopo Matteo Luca D'Amico e Marco Zangirolami)
13. Essere non è da me – 4:03 (musica: Jacopo Matteo Luca D'Amico e Marco Zangirolami)

L'ottavia
Testi e musiche di Jacopo Matteo Luca D'Amico, eccetto dove indicato.
1. Ottavia – 4:03
2. È troppo facile innamorarsi – 3:44
3. Mahler – 3:33
4. Cattivi – 5:37
5. Miniere – 4:24
6. Ode con creta – 4:21 (musica: Jacopo Matteo Luca D'Amico e Tommaso Garofalo)
7. Ode in volontaria – 3:22 (musica: Diego Montinaro e Marco Zangirolami)
8. Una ragione un segno – 3:01 (musica: Jacopo Matteo Luca D'Amico ed Emiliano Pepe)
9. Acappella introduttiva – 14:05
10. Ode in volontaria (Versione demo) – 4:52

## Formazione
Musicisti
- Dargen D'Amico – voce
- Marco Zangirolami – talkbox (traccia 5)

Produzione
- Dargen D'Amico + Marco Zangirolami – produzione (tracce 1 e 7)
- Mamakass – coproduzione (traccia 1), produzione (traccia 2)
- Alessio Buso – produzione (traccia 3)
- Lorenzo Buso – produzione (traccia 4)
- Matty Trump + Andrea Alexander – produzione (traccia 5)
- Goedi Microspasmi – produzione (traccia 6)
- Dargen D'Amico – produzione (tracce 8, 9, 10 e 11)
- Marco Zangirolami – produzione (tracce 12 e 13)
- Sam @ Precise, Gordon (UK) – mastering
- Giada Mesi – produzione eseutiva
- Francesco Gaudesi per Spaceship – management
- Jacopo Pesce – A&R Universal Music Italia
- Cirasa – fotografia cover, CGI e postproduction
- Davide "Rdsh" Minoja – progetto grafico
- Riccardo L. – styling Dargen D'Amico

## Classifiche
| Classifica (2015) | Posizione massima |
| ----------------- | ----------------- |
| Italia            | 5                 |